# Carlos Keosseián
Carlos Keosseián, vollständiger Name Carlos Eduardo Keosseián Lagomarsino, (* 18. März 1988 in Montevideo) ist ein uruguayischer Fußballspieler.

## Karriere
Der 1,77 Meter große Mittelfeld- bzw. Offensivakteur Keosseián bestritt in der Spielzeit 2009/10 fünf und 2010/11 sechs Ligaspiele für den uruguayischen Erstligisten Racing. Ein Tor erzielte er nicht. Zudem kam er einmal (kein Tor) in der Copa Libertadores zum Einsatz. Ende Juli 2011 wechselte er nach Argentinien zu Temperley. 2011/12 lief er dort in 30 Begegnungen der Primera B Metro auf und schoss ein Tor. Im Juli 2012 zog er weiter zu Juventud Antoniana, wo er in der Saison 2012/13 26 Spiele (kein Tor) im Torneo Argentino A absolvierte. Auch kam er dreimal (kein Tor) in der Copa Argentina zum Einsatz. Im August 2013 kehrte er nach Uruguay zurück und schloss sich dem Zweitligisten Club Atlético Atenas an. Beim Verein aus San Carlos werden in der Spielzeit 2013/14 23 Spiele (drei Tore) in der Segunda División für ihn geführt. Am Saisonende stieg sein Verein in die höchste uruguayische Spielklasse auf. In der Saison 2014/15 wurde er 27-mal (vier Tore) in der Primera División eingesetzt. Atenas stieg am Saisonende ab. Keosseián wechselte daraufhin zu CD Magallanes. Für die Chilenen bestritt er 18 Erstligaspiele (kein Tor) und vier Begegnungen (ein Tor) in der Copa Chile. Mitte Juli 2016 kehrte er zu Atenas zurück und kam in der Saison 2016 in neun Zweitligaspielen (kein Tor) zum Einsatz. Ende Januar 2017 wechselte er nach Ecuador zu LDU Portoviejo.